# Gabon aux Jeux olympiques d'été de 2012
Le Gabon participe aux Jeux olympiques d'été de 2012 à Londres (Royaume-Uni) du 27 juillet au 12 août de la même année, pour la 9e fois lors de Jeux d'été. 
Le taekwondoïste Anthony Obame y devient le premier Gabonais médaillé olympique, en décrochant l'argent dans la catégorie des plus de 80 kg.

## Médaillés
| Médaille | Nom           | Sport     | Compétition          | Date    |
| -------- | ------------- | --------- | -------------------- | ------- |
| Argent   | Anthony Obame | Taekwondo | Plus de 80 kg hommes | 11 août |

## Athlétisme
Les athlètes du Gabon ont jusqu'ici atteint les minima de qualification dans les épreuves d'athlétisme suivantes (pour chaque épreuve, un pays peut engager trois athlètes à condition qu'ils aient réussi chacun les minima A de qualification, un seul athlète par nation est inscrit sur la liste de départ si seuls les minima B sont réussis),.
Hommes
| Athlète             | Épreuve    | Séries   | Séries | Quarts de finale | Quarts de finale | Demi-finales | Demi-finales | Finale   | Finale |
| Athlète             | Épreuve    | Résultat | Rang   | Résultat         | Rang             | Résultat     | Rang         | Résultat | Rang   |
| ------------------- | ---------- | -------- | ------ | ---------------- | ---------------- | ------------ | ------------ | -------- | ------ |
| Wilfried Bingangoye | 100 mètres | 10.89    | 14e    | NC               | NC               | NC           | NC           | NC       | NC     |

Femmes
| Athlète           | Épreuve    | Séries   | Séries | Quarts de finale | Quarts de finale | Demi-finales | Demi-finales | Finale   | Finale |    |
| Athlète           | Épreuve    | Résultat | Rang   | Résultat         | Rang             | Résultat     | Rang         | Résultat | Rang   |    |
| ----------------- | ---------- | -------- | ------ | ---------------- | ---------------- | ------------ | ------------ | -------- | ------ | -- |
| Ruddy Zang Milama | 100 mètres | NC       | NC     | 11.14            | 17e              | 11.31        | 19e          | NC       | NC     | NC |

## Boxe
Hommes
| Athlète                | Compétition      | 1/16 de finale                 | 1/8 de finale       | Quarts de finale    | Demi-finales        | Finale              |
| Athlète                | Compétition      | Adversaire Résultat            | Adversaire Résultat | Adversaire Résultat | Adversaire Résultat | Adversaire Résultat |
| ---------------------- | ---------------- | ------------------------------ | ------------------- | ------------------- | ------------------- | ------------------- |
| Braexir Lemboumba      | Coqs (-56 kg)    | William Encarnación (DOM) 6-15 | –                   | –                   | –                   | –                   |
| Yannick Mitoumba Mbemy | Welters (-69 kg) | Tuvshinbat Byamba (MGL) 4-17   | –                   | –                   | –                   | –                   |

## Football
L'équipe du Gabon olympique de football se qualifie pour les Jeux de Londres en accédant à la finale du Championnat d'Afrique des nations des moins de 23 ans 2011.

### Tournoi masculin
Classement
| Rang | Équipe       | Pts | J | G | N | P | Bp | Bc | Diff |
| ---- | ------------ | --- | - | - | - | - | -- | -- | ---- |
| 1    | Mexique      | 7   | 3 | 2 | 1 | 0 | 3  | 0  | +3   |
| 2    | Corée du Sud | 5   | 3 | 1 | 2 | 0 | 2  | 1  | +1   |
| 3    | Gabon        | 2   | 3 | 0 | 2 | 1 | 1  | 3  | -2   |
| 4    | Suisse       | 1   | 3 | 0 | 1 | 2 | 2  | 4  | -2   |

|  | Qualifié pour le deuxième tour de la compétition.                                                                                                  |
|  | Pts : points ; G : gagnés (victoires) ; N : match nuls ; P : pertes (défaites) Bp : buts marqués ; Bc : buts encaissés ; diff : différence de buts |

Matchs
| 26 juillet 2012 | Gabon          | 1 - 1   | Suisse                            | St James' Park, Newcastle |                           |
| 17 h 15 CEST    | Aubameyang 45e | (0 - 1) | Mehmedi 5e (pen.) · Buff 32e, 78e | Arbitrage : Wilmar Roldán | Arbitrage : Wilmar Roldán |
| 17 h 15 CEST    | Rapport        |         |                                   | Arbitrage : Wilmar Roldán | Arbitrage : Wilmar Roldán |

| 29 juillet 2012 | Mexique                  | 2-0   | Gabon               | City of Coventry Stadium, Coventry                 |                                                    |
| 14 h 30 CEST    | Giovani 63e 90+2e (pen.) | (0-0) | H. Ndong 50e, 90+1e | Spectateurs : 28 171 Arbitrage : Benjamin Williams | Spectateurs : 28 171 Arbitrage : Benjamin Williams |
| 14 h 30 CEST    | Rapport                  |       |                     | Spectateurs : 28 171 Arbitrage : Benjamin Williams | Spectateurs : 28 171 Arbitrage : Benjamin Williams |

| 1er août 2012 | Corée du Sud | 0-0   | Gabon | Stade Wembley, Londres                          |                                                 |
| 17 h 00 CEST  |              | (0-0) |       | Spectateurs : 76 927 Arbitrage : Pavel Kralovec | Spectateurs : 76 927 Arbitrage : Pavel Kralovec |
| 17 h 00 CEST  | Rapport      |       |       | Spectateurs : 76 927 Arbitrage : Pavel Kralovec | Spectateurs : 76 927 Arbitrage : Pavel Kralovec |

## Judo
| Athlète       | Compétition           | 1/16 de finale                      | 1/8 de finale              | Quarts de finale    | Demi-finales        | Repêchage 1         | Repêchage 2         | Finale              | Finale |
| Athlète       | Compétition           | Adversaire Résultat                 | Adversaire Résultat        | Adversaire Résultat | Adversaire Résultat | Adversaire Résultat | Adversaire Résultat | Adversaire Résultat | Rang   |
| ------------- | --------------------- | ----------------------------------- | -------------------------- | ------------------- | ------------------- | ------------------- | ------------------- | ------------------- | ------ |
| Audrey Koumba | Moins de 78 kg femmes | Odette Ntahonvukiye (BDI) 0200/0000 | Abigél Joó (HUN) 0000/1000 | NC                  | NC                  | NC                  | NC                  | NC                  | NC     |

## Taekwondo
Hommes
| Athlète       | Compétition          | 1/8 de finale                   | Quarts de finale                 | Demi-finales              | Finale                        | Finale |
| Athlète       | Compétition          | Adversaire Résultat             | Adversaire Résultat              | Adversaire Résultat       | Adversaire Résultat           |        |
| ------------- | -------------------- | ------------------------------- | -------------------------------- | ------------------------- | ----------------------------- | ------ |
| Anthony Obame | Plus de 80 kg hommes | Kaino Thomsen-Fuataga (SAM) 9/2 | Robelis Despaigne (CUB) 7(SUD)/6 | Bahri Tanrıkulu (TUR) 3/2 | Carlo Molfetta (ITA) 9/9(SUP) |        |

Femmes ?